# Новомихайловка (Чишминський район)
Новомиха́йловка (рос. Новомихайловка, башк. Яңы Михайловка) — присілок у складі Чишминського району Башкортостану, Росія. Входить до складу Алкінської сільської ради.
Населення — 62 особи (2010; 60 в 2002).
Національний склад:
- росіяни — 84 %

Стара назва — Ново-Михайловка.